# Stenowithius duffeyi
Stenowithius duffeyi es una especie de arácnido del orden Pseudoscorpionida de la familia Withiidae.

## Distribución geográfica
Se encuentra en la Isla Ascensión (África).